# Peary Gletscher
Peary Gletscher är en glaciär i Grönland (Kungariket Danmark).   Den ligger i kommunen Qaasuitsup, i den nordvästra delen av Grönland, 1 400 km norr om huvudstaden Nuuk. Peary Gletscher ligger 29 meter över havet.
Terrängen runt Peary Gletscher är kuperad åt nordost, men åt sydväst är den platt. Peary Gletscher ligger nere i en dal.  Trakten runt Peary Gletscher är nära nog obefolkad, med mindre än två invånare per kvadratkilometer. Det finns inga samhällen i närheten. Trakten runt Peary Gletscher är permanent täckt av is och snö.